# Siziano
Siziano (lombardul: Sisiän) település Olaszországban, Lombardia régióban, Pavia megyében. Lakosainak száma 6535 fő (2023. január 1.). Siziano Bornasco, Carpiano, Lacchiarella, Locate di Triulzi, Pieve Emanuele, Vidigulfo, Landriano, Giussago és Casarile községekkel határos.

## Népesség
A település lakossága az elmúlt években az alábbi módon változott:
| Lakosok száma | 6030 | 6074 | 6535 |
|               | 2017 | 2018 | 2023 |